# 경주 노서동 금팔찌
경주 노서동 금팔찌(慶州 路西洞 金製釧)는 대한민국 경상북도 경주시 노서동 215호 고분에서 출토한, 금으로 된 팔찌이다. 현재 국유이며 국립중앙박물관에 있다.

## 역사
팔찌는 신석기 시대 유적에서부터 조개껍질로 만든 유물이 출토될 정도로 장신구로서 오랜 역사를 지니고 있다. 삼국 시대에 들어서면서 금속제가 등장한다. 신라의 팔찌 가운데 5세기에 제작된 것은 표면에 뱀의 배처럼 새김눈[刻目]을 장식한 것이 유행하다가, 6세기에 접어들면 이 팔찌처럼 둥근 돌기를 장식하게 된다.
경주 시내에 있는 신라 고분에서 발견된 금이나 금동으로 만든 팔찌는 대부분 장식이 없거나 간단한 문양이 있는 것이 대부분이다. 이같이 팔찌 전체에 용이 조각된 경우는 매우 드문 일이며, 그 중에서도 이 팔찌는 뛰어난 걸작품으로 평가받고 있다.
이 금팔찌는 일본으로 반출되었다가 1965년 체결된 한·일 협정에 의해 1966년 반환된 것이다.

## 형태
팔찌는 한쌍이며 지름은 8cm이며, 납작한 바깥쪽에 각각 59개의 돌기가 있어 하나 하나에 옥을 상감하였으나 그 중 몇 개는 빠져 없어졌다. 이 돌기 좌우에 4마리 용이 입을 벌려, 서로 다른 용의 꼬리를 물려는 모습을 생동감 있게 새겼다. 몸은 가늘고 4발이 달려 있으며, 몸과 다리에는 비늘을 세밀하게 조각하였고 눈은 음각하였다.